# المدرعة تايب 96
تايب 96 (96式装輪装甲車 kyuu-roku-shiki-sourin-soukou-sya) هي مركبة مصفحة دخلت الخدمة في اليابان في عام 1996. أمرت اليابان بتزويد جيشها ب 500 من هذه المدرعة . ولم يتم عرضها للتصدير بسبب القوانين في اليابان. اعتبارا من عام 2012 تعمل في اليابان أكثر من 340 من هذه المدرعة.
تعتبر المدرعة متوسطة التدريع. ولديها طاقم فهو مكون من اثنين ويمكن أن تحمل ثمانية جنود مجهزين تجهيزا كاملا. وتستخدم تايب 96 في المقام الأول من قبل وحدات المشاة. تم تجهيز ناقلة الجند هذهبدروع للحماية النووية والبيولوجية والكيميائية. وتم تجهيزها أيضا مع جهاز انذار ليزري.
محركها كوماتسو ديزل بقدرة 360 حصانا. يقع المحرك في الجزء الأمامي من بدن المدرعة إلى الجانب الأيسر منها.

## العاملين
- وصلة=|حدود  اليابان : 365 (2014)

## روابط خارجية
- اكتب 96 على الموقع العسكري اليوم
- اكتب 96 على globalsecurity.org
- مقتطفات من جين ارمور والمدفعية 2008